# 行 (同業組合)
行（こう）とは、中国史における商会組織の事である。商人、それ自体の歴史は秦の時代まで遡るとされ、漢書には「士農工商、四民に業あり」と記されている。
時代によって、商人の地位は上下するが漢王朝の頃は地位は低かった。唐や宋王朝では、「團」、「行」、「市」、「作」の商会組織を形成することで地位の向上が行われた。
長は「行頭」あるいは「行老」と呼ばれた。組織に参加する事を「行戶」、組織への参加費は「行用」と呼ぶ。
現代の同業公會と同じく組織は半公共団体のような役割も持ち、また利益の追求や、組織間の折衝の仲介、外部事業への参加などが行われた。